# Líquido confinado
Na física da matéria condensada, um líquido confinado é um líquido que está sujeito a restrições geométricas em escala nanoscópica, de modo que a maioria das moléculas está suficientemente próxima de uma interface  para detectar alguma diferença em relação às condições padrão em massa.  Exemplos típicos são líquidos em meios porosos ou líquidos em invólucros de solvatação.
  O confinamento impede a cristalização regularmente, o que permite que os líquidos sejam super-resfriados abaixo de sua temperatura de nucleação homogênea, mesmo que isso seja impossível no estado granel. Isso vale, em particular, para a água, que é de longe o líquido confinado mais estudado.